# 安岳3号墳
安岳3号墳（あんがくさんごうふん）は、朝鮮民主主義人民共和国黄海南道安岳郡安岳面兪雪里に所在する古墳。被葬者は高句麗に亡命した中国人の前燕の武将・冬寿とする説が有力。2004年、世界文化遺産に登録。

## 概要
1949年に黄海道安岳郡で発見された安岳3号墳からは、高句麗に亡命した前燕の武将冬寿の68字にわたる墓誌が検出され、そこには東晋の年号のもとに生前の官爵が列挙され、出身地のあとに、冬寿がこの地で69歳の生涯を閉じたことが記されていた。墓室面積において朝鮮半島で最大を誇るこの壁画古墳の被葬者は、墓室内に墓誌を残す冬寿本人と考える説が有力であり、高句麗王墓をしのぐ安岳3号墳の実在は、4世紀の半ばにおいても、この地方に楽浪郡以来の中国系の人びとや中国からの流移民が、かなり自立的で半独立的な勢力を保っていたことを示すものとして重視されてきた。

## 分析
1976年に朝鮮民主主義人民共和国平安南道南浦特別市で発見された徳興里古墳の前室北壁の天井部には、14行154字に及ぶ墓誌銘が見出され、それによってこの古墳が、408年に没した「建位將軍，國小大兄，左將軍，龍讓將軍，遼東太守，使持節，東夷校尉，幽州刺史」という官職をもつ高句麗に亡命した中国人貴族である鎮の墓であることが判明した。たまたま発見された冬寿の安岳3号墳と鎮の徳興里古墳の2つの墓誌は、4世紀中ごろから5世紀にかけての高句麗王権と中国系外来人との政治関係に大きな変化が起こっていたことを物語る。すなわち、357年に没した冬寿と408年に没した鎮は、同じように高句麗に流入した中国人でありながらも、高句麗王権の渡来中国人に対する把握に、一定の進展が認められ、冬寿から半世紀後の鎮の墓誌には、中国の年号でなく、高句麗の年号を用い、高句麗本来の官位が明記されており、ここには高句麗王権の正統性を認め、高句麗の政治体系に服した鎮の高句麗王権に対する姿勢が明確にみてとれる。李成市は、「冬寿と某鎮との間には、高句麗の、渡来中国人に対する政治的な包摂がいちだんと進展し、決定的となった歴史的推移がみられる」と評している。